# Счотчиков Георгій Семенович
Гео́ргій Семе́нович Счо́тчиков (рос. Георгий Семенович Счётчиков) ( •  17 квітня 1908 — пом. 12 жовтня 1977) — радянський воєначальник, генерал-полковник авіації.
Народився 17 квітня 1908 р. в селі Нікітіно Городищенської волості Вяземського повіту (нині Сафоновського району Смоленської області) в родині селянина. Росіянин. Член ВКП (б).
У Червоній Армії з 1927 р. Навчався в середній школі в селі Плющево Городищенської волості Вяземського повіту. В 1930 р. закінчив школу військових льотчиків, у 1954 році. — Військову Академію Генерального штабу.
У передвоєнні роки проходив службу в авіачастині в м. Смоленську. Командував ланкою, авіаескадрильєю. У роки Німецько-радянської війни обіймав посади командира авіаполку, авіадивізії дальньої дії, авіакорпусу дальньої дії. Учасник Параду Перемоги в Москві на Красній Площі 24 червня 1945 р.
У післявоєнні роки командував в Смоленську повітряною армією, був начальником штабу ВПС Північно-Кавказького військового округу, першим заступником Міністерства цивільної авіації Союзу РСР.
Помер у Москві 12 жовтня 1977 р. Похований на Кунцевському цвинтарі.

## Нагороди
Нагороджений орденами Леніна, двома Червоного Прапора (20.06.1942, …), Кутузова 1-го ступеня (29.05.1945), двома Суворова 2-го ступеня (18.09.1943, 17.04.1945), Вітчизняної війни 1-го ступеня (13.06.1943), Червоної Зірки, «Знак Пошани» (25.05.1936), медалями і югославською «Партизанською Зіркою» 1-го ступеня..